# Der Schlund
Der Schlund ist ein 1993 erschienenes Jugendbuch von Gudrun Pausewang, das die Geschichte eines Mädchens aus Kassel erzählt, das miterleben muss, wie sich die Bundesrepublik Deutschland in eine Diktatur verwandelt, ähnlich dem Aufstieg Adolf Hitlers in den 1930er Jahren.
In Lehrplänen für das Fach Deutsch in der Sekundarstufe I wird das Buch zur Lektüre empfohlen.
Es wurde auch ins Dänische (Afgrunden) und ins Spanische (El abismo) übersetzt.

## Handlung
Deutschland gegen Ende der 1990er Jahre: Durch eine Wirtschaftskrise (in den Medien verharmlosend als „Flaute“ bezeichnet) haben sich die sozialen Spannungen im Land deutlich verschärft. Immer mehr Einheimische landen als Bettler auf den Straßen und an den Grenzen kommt es immer wieder zu bewaffneten Konflikten mit Migranten, die sich Zugang zum Land verschaffen wollen.
Gesa Lorbach ist Schülerin an einem Gymnasium in Kassel. Ihr älterer Adoptivbruder Jirgalem, ein dunkelhäutiges Waisenkind aus Äthiopien, war vor ihrer Geburt von ihren Eltern adoptiert worden, zudem hat sie noch zwei jüngere Geschwister: Ulf und die mit dem Down-Syndrom geborene Ulrike (Rike). Die Mutter betreibt eine Buchhandlung, der Vater ist ein links eingestellter Publizist. Während sich Gesas Großvater väterlicherseits sehr aufgeschlossen gegenüber der Moderne zeigt, ist der Großvater mütterlicherseits nach wie vor davon überzeugt, dass die nationalsozialistische Herrschaft unter Adolf Hitler eine großartige Zeit war. Dass er Jirgalem als Schwarzen und Rike als Behinderte nicht als vollwertige Mitglieder der Familie akzeptiert, lässt er durchblicken. Seine Frau hingegen geht dem Thema der Vergangenheit immer aus dem Weg, wenn sie darauf angesprochen wird.
Die schlechte gesellschaftliche Lage wirkt sich rasch auch politisch aus: Bei zwei Landtagswahlen kommt es zu erdrutschartigen Veränderungen: In Hessen musste die SPD heftige Verluste einfahren und die ebenfalls angeschlagene CDU sah sich gezwungen, eine Koalition mit den Republikanern einzugehen. In Thüringen erreichen letztere sogar 30 Prozent und werden zur zweitstärksten Partei. Mit der Deutschen Front (DF), die an der Fünf-Prozent-Hürde gescheitert ist, besteht zudem eine Partei, deren Anhänger in schwarzen Uniformen aufmarschieren und Flaggen mit einer roten Sonne auf gelbem Grund mit sich führen. Nach einem versuchten Putsch wird die Partei jedoch verboten. Aus deren Kern entsteht jedoch mit der Deutschen Volksbewegung (DVB) eine neue Partei, die inhaltlich ähnlich, vom Auftreten her jedoch moderater ist. Deren Galionsfigur ist der frühere Fernsehmoderator Mark Schlott, der mit seinem Charisma Massen begeistern kann. Bei den Bundestagswahlen schließlich kommt die DVB auf 15,7 Prozent der Stimmen, stärkste Partei werden die Republikaner mit 35,6 Prozent. Beide Parteien gehen eine Koalition ein und bilden eine knappe Mehrheitsregierung. Die neue Regierung hält jedoch nicht lange, denn es kommt zu einer Spaltung der Republikaner, von denen ein großer Teil zur DVB übertritt. Angesichts der veränderten Lage kommt es zu Neuwahlen, bei denen nun die gestärkte DVB als großer Gewinnern hervorgeht und sogar die alleinige Mehrheit stellt. Schlott wird neuer Bundeskanzler und bald erfolgt das Verbot der übrigen Parteien.
Ein kurzzeitiges Revival von NS-Nostalgie wird von der Partei untersagt, Schlott betont, dass es sich bei der DVB um einen ganz anderen Typus von Partei handle und man sie daher nicht mit der NSDAP vergleichen könne. Es folgen rasch erste politische Maßnahmen: Das Asylrecht wird ersatzlos gestrichen, die DVB beginnt damit, eine große Mauer um Deutschland herum zu errichten, womit viele Arbeitsplätze auf längere Zeit geschaffen werden. Politische Gegner werden verhaftet, bestimmte Gruppen (etwa AIDS-Kranke) werden in spezielle Lager geschafft. Geistig behinderte Kinder werden ihren Familien entrissen und in staatliche Betreuungsanstalten verbracht. Schließlich wird auch damit begonnen, Menschen nicht-europäischer Abstammung zu deportieren. Der Staat wird zudem in „Republik Deutschland“ umbenannt, die Bundeswehr trägt fortan den Namen „Staatswehr“ und es wird eine neue Nationalhymne eingeführt. Rasch entwickelt sich eine Art Führerkult um Schlott.
Familie Lorbach erfährt den Machtwechsel am eigenen Leib: Der Vater muss wegen seiner regimekritischen Texte schließlich in das Ausland nach Prag flüchten, die Mutter muss ihre Buchhandlung aufgeben und findet nur schwer wieder eine Anstellung. Aus finanziellen Gründen muss die Familie ihr bisheriges Heim aufgeben und zum Großvater ziehen. Jirgalem spürt die zunehmende rassistische Diskriminierung und setzt sich vorübergehend in die Vereinigten Staaten ab, kehrt jedoch bald wieder, weil die Stimmung dort gegenüber Menschen dunkler Hautfarbe inzwischen ähnlich ausfällt. Er versucht sich schließlich zu seinem Vater nach Prag abzusetzen, sein Fluchtversuch scheitert jedoch. Er wird verhaftet und soll deportiert werden, kann jedoch aus dem Transporter entkommen und sich zurück nach Kassel durchschlagen. Sein Leben in einem Versteck bedrückt ihn jedoch so sehr, dass er sich schließlich erhängt. Rike kommt wegen ihrer Behinderung in ein Heim, nach einiger Zeit erhält die Familie die traurige Nachricht, sie sei an einer Krankheit verstorben – die Familie vermutet, dass das Kind gezielt wegen seiner Behinderung ermordet wurde und sieht sich an die „Euthanasie“ während der NS-Zeit erinnert. Die Familie würde am liebsten auswandern, weiß aber, dass sie nicht die notwendigen Qualifikationen besitzen, dass andere Staaten sie aufnehmen würden. Gesas Bruder Ulf, anfangs sehr kritisch gegenüber Schlott, äußert sich zunehmend positiv über das neue System und verbringt seine Zeit schließlich immer mehr bei Verwandten, die sich gut mit dem neuen System arrangiert haben.
Eines Tages trifft Gesa durch Zufall auf einen alten Bekannten aus ihrer Schulzeit und es stellt sich heraus, dass dieser im Widerstand gegen das System aktiv ist. Er kann Gesa schließlich überzeugen, dass es sinnvoll ist, sich zur Wehr zu setzen und nicht alles geschehen zu lassen. Als nach dem Ablegen ihres Abiturs der Schulleiter Gesa als Jahrgangsbeste bittet, die Rede zur Abiturfeier zu halten, sieht Gesa eine einmalige Chance gekommen: Sie schreibt eine politisch konforme Rede, welche sie vorlegt, am Tag der Feier liest sie jedoch eine heimlich geschriebene zweite Rede vor, in der sie Schlott offen als Diktator bezeichnet und zum Widerstand gegen diesen aufruft. Gesa wird daraufhin, auch wenn einige Zuhörer sich mit ihr solidarisieren, von der Bühne gezerrt und aus dem Saal geschleppt. Ihre Gedanken dabei sind, dass sie – sollte sie dies alles überleben – später ihren Kindern sagen kann, dass sie wusste, was um sie herum geschah, und dagegen handelte.

## Politischer Hintergrund
Zu Beginn der 1990er Jahre kam es im wiedervereinigten Deutschland zu Wahlerfolgen rechter Parteien, die von den Zeitgenossen als Rechtsruck in der Bundesrepublik gedeutet wurden. Als Ursache dafür sah man vor allem die hohe Zahl von Asylbewerbern, die in die Bundesrepublik kamen.
Die Republikaner blieben bei den Bundestagswahlen zwar immer deutlich unter der 5-Prozent-Hürde und schafften nur dreimal überhaupt den Einzug in einen Landtag. Bei den Landtagswahlen in Baden-Württemberg 1992 konnten sie jedoch 10,9 Prozent der Stimmen erreichen und wurden aus dem Stand zur drittstärksten Kraft. In Hamburg errang die Deutsche Volksunion 1991 6,2 Prozent der Stimmen, 1992 in Schleswig-Holstein 6,3 Prozent.
Parallel zur politischen Entwicklung war es auch zu gewalttätigen Ausschreitungen gegen Asylbewerber (etwa 1992 in Rostock-Lichtenhagen) gekommen.